# Голям Семендрик
Голям Семендрик (срещат се и формите Севендрик, Сивиндрик, на гръцки: Μεγαλόκαμπος, Мегалокамбос, до 1927 година Μεγάλο Σιβιντρίκ, Мегало Сивиндрик) е село в Гърция, дем Просечен.

## География
Селото е разположено на 70 m надморска височина в Драмското поле, източно от град Сяр (Серес) и югозападно от Драма.

## История

### Етимология
Според Йордан Н. Иванов името Семендрик е турски изговор на името Самотраки.

### В Османската империя
В началото на XX век Голям Семендрик е чифлик в Драмска каза на Османската империя. Според статистиката на Васил Кънчов („Македония. Етнография и статистика“) в 1900 година Сивендрикъ (Селенджикъ) има 90 жители, от които 40 българи и 50 цигани.

### В Гърция
През Балканската война селото е освободено от части на българската армия, но остава в Гърция след Междусъюзническата война в 1913 година. Не се споменава в преброяванията от 1913 и 1920 година. През 1916-1918 година е под българско управление. 
Селото е обновено в 1923-1924 година, когато в него са заселени 144 бежански семейства. В 1927 година името на селото е променено на Мегалокамбос. Според преброяването от 1928 година Голям Семендрик е изцяло бежанско село със 144 бежански семейства с 527 души или 537 души.
Селото е богато, тъй като има плодородно землище. Населението произвежда много памук, жито, фуражни и други земеделски култури, като се занимава и с краварство.
| Име    | Име      | Ново име  | Ново име  | Описание                      |
| ------ | -------- | --------- | --------- | ----------------------------- |
| Чифлик | Τσιφλίκι | Идиоктита | Ιδιόκτητα | местност И от Голям Семендрик |

| Година    | 1913 | 1920 | 1928 | 1940 | 1951 | 1961 | 1971 | 1981 | 1991 | 2001 | 2011 | 2021 |
| --------- | ---- | ---- | ---- | ---- | ---- | ---- | ---- | ---- | ---- | ---- | ---- | ---- |
| Население |      |      | 537  | 756  | 740  | 675  | 486  | 478  | 474  | 427  | 309  | 228  |